# ScareCrows de Topeka
Les ScareCrows de Topeka sont une franchise de hockey sur glace ayant évolué dans la Ligue centrale de hockey (LCH) de 1998 à 2001. L'équipe est basé à Topeka dans ll'état du Kansas aux États-Unis où elle dispute ses rencontres au Landon Arena.

## Historique
Les ScareCrows de Topeka sont créés en 1998. Placés dans la Division Ouest, ils se classent quatrième et se qualifient pour les séries éliminatoires où ils sont éliminés en première ronde par les Blazers d'Oklahoma City,. La saison suivante, ils terminent cinquième de leur Division et manquent les séries. En 2000-2001, Topeka réalise sa meilleure saison avec un bilan de 38 victoires pour 27 défaites dans le temps réglementaire et 8 en fusillade. L'équipe finit troisième de la Division Ouest et se qualifie pour les séries. Elle y est éliminée en  première ronde par les Iguanas de San Antonio trois victoires à une. À l'issue de la saison, la franchise met fin à ses activités.

## Bilan par saison
| No | Saison    | PJ | V  | D  | N | DTB | BP  | BC  | Pts | Classement              | Séries éliminatoires        | Entraîneur |
| -- | --------- | -- | -- | -- | - | --- | --- | --- | --- | ----------------------- | --------------------------- | ---------- |
| 1  | 1998-1999 | 70 | 28 | 38 | - | 4   | 189 | 251 | 60  | 4e de la Division Ouest | 0-3 Blazers d'Oklahoma City | Paul Kelly |
| 2  | 1999-2000 | 70 | 35 | 27 | - | 8   | 245 | 243 | 78  | 5e de la Division Ouest | Non qualifié                | Paul Kelly |
| 3  | 2000-2001 | 69 | 38 | 23 | - | 8   | 256 | 245 | 84  | 3e de la Division Ouest | 1-3 Iguanas de San Antonio  | Paul Kelly |

## Personnalités de la franchises
81 joueurs ont porté le maillots des ScareCrows de Topeka. Brett Seguin est celui qui a disputé le plus de rencontres avec l'équipe avec 140 parties jouées. Il est également le meilleur passeur et pointeur de l'histoire de la franchise avec 131 et 177 réalisations. Le meilleur buteur est Blair Manning avec 52 buts inscrits. Le joueur le plus pénalisé est Sergei Deshevy avec 302 minutes passées sur le banc de pénalité.
Les ScareCrows ont connu qu'un seul entraîneur Paul Kelly. À l'issue de la saison 2000-2001, il est désigné Entraîneur de l'année de la LCH, seule distinction gagnée par Topeka.